# Zdeněk Jánoš
Zdeněk Jánoš (* 11. Mai 1967 in Kněžpole; † 15. September 1999 in Prag) war ein tschechischer Fußballspieler. Ende der 1990er Jahre zählte er zu den besten tschechischen Torhütern. In 284 Erstligaspielen blieb Zdeněk Jánoš 105 Mal ohne Gegentor und ist damit Mitglied im Klub ligových brankářů.

## Karriere
Zdeněk Jánoš begann mit dem Fußballspielen bei Sokol Kněžpole. Mit 16 Jahren wechselte der Torwart zu Slovácká Slavia Uherské Hradište. Seinen Wehrdienst leistete Jánoš bei Dukla Prag und VTJ Tábor ab. 1988 wurde er von Slavia Prag verpflichtet und verdrängte nach wenigen Monaten Luboš Přibyl als Stammkeeper.
Bei Slavia machte sich Zdeněk Jánoš nicht nur einen Namen als hervorragender Torhüter, sondern auch als Liebhaber schneller Autos. Außerhalb des Platzes galt Jánoš als problematisch, er feierte gern und zahlte häufig Geldstrafen. Während des Spiels kommunizierte er gerne mit Publikum, außerdem schoss er hin und wieder Strafstöße. Anlass zu Diskussionen gab auch sein Gewicht, das sich bei 1,86 Meter Körpergröße meist um 100 Kilogramm bewegte.
In der Saison 1992/93 überstand Jánoš 586 Spielminuten ohne Gegentor, ein bis heute (Stand Februar 2007) gültiger Rekord bei Slavia Prag. Als der Verein 1994 Jan Stejskal verpflichtete, wechselte Jánoš, von der Klubführung enttäuscht, zum FK Jablonec. Im Sommer 1998 hatte er Angebot aus China, kehrte aber nach zehn Tagen von Heimweh geplagt zurück.
Ein Jahr später wechselte er als großer Hoffnungsträger zu Dukla Příbram, wo er aber nur noch sechs Spiele machte. Am 15. September 1999 kehrte er mit seinem Wagen von einer Trainingseinheit in Příbram zu seiner Prager Wohnung zurück, kollidierte auf der Gegenfahrbahn mit einem Stadtbus und starb noch an der Unfallstelle. Zum Zeitpunkt seines Todes galt Jánoš als bester Torhüter der Gambrinus-Liga.
Ende 1999 wurde er postum zur Persönlichkeit des Jahres im Tschechischen Fußball gewählt.
Ihm zu Ehren werden in seinem Geburtsort Kněžpole alljährlich ein Jugendturnier und ein Hallenfußballturnier ausgetragen, beide tragen den Namen Memoriál Zdeňka Jánoše.